# هایاتو آساکاوا
هایاتو آساکاوا (ژاپنی: 浅川 隼人؛ زادهٔ ۱۰ مهٔ ۱۹۹۵) یک بازیکن فوتبال اهل ژاپن است.
از باشگاه‌هایی که در آن بازی کرده‌است می‌توان به باشگاه ورزشی یوکوهاما و باشگاه فوتبال رواسو کوماموتو اشاره کرد.